# LongRun
LongRun und LongRun2 sind Stromspartechnologien des Unternehmens Transmeta, vergleichbar mit Cool’n’Quiet von AMD oder Speedstep von Intel. Transmeta entwickelte diese Technologien, um sie in ihren eigenen Prozessoren zu verwenden. LongRun wurde mit dem Crusoe, LongRun2 mit dem Efficeon-Prozessor eingeführt. Am 1. April 2005 gab Transmeta offiziell bekannt, keine weiteren Prozessoren mehr entwickeln zu wollen und sich stattdessen auf die Entwicklung zukunftsweisender Technologien zu konzentrieren wie z. B. LongRun2. Bisher wurde LongRun2 den Unternehmen Fujitsu, NEC, Sony, Toshiba und Nvidia lizenziert.
LongRun basiert hauptsächlich auf einer dynamischen, aber sehr aggressiven Reduzierung der Frequenz und Spannung eines Prozessors zur Absenkung des Stromverbrauches. LongRun2 geht noch einen Schritt weiter und greift in den Fertigungsprozess der Prozessoren ein. Da Prozessoren immer kleinere Strukturen aufweisen, haben sie zunehmend mit Leckströmen zu kämpfen. Diese erhöhen den Stromverbrauch der Prozessoren, ohne deren Leistung zu steigern. Durch intelligente Fertigungsprozesse lassen sich Leckströme minimieren.